# 카밀라 사에스
카밀라 알레한드라 사에스 오야네데르(스페인어: Camila Alejandra Sáez Oyaneder, 1994년 10월 17일 ~ )는 칠레의 여자 축구 선수이다. 포지션은 수비수이며, 현재 스페인 프리메라 디비시온 페메니나의 라요 바예카노 페메니노에서 활동하고 있다.